# Flådestation Frederikshavn

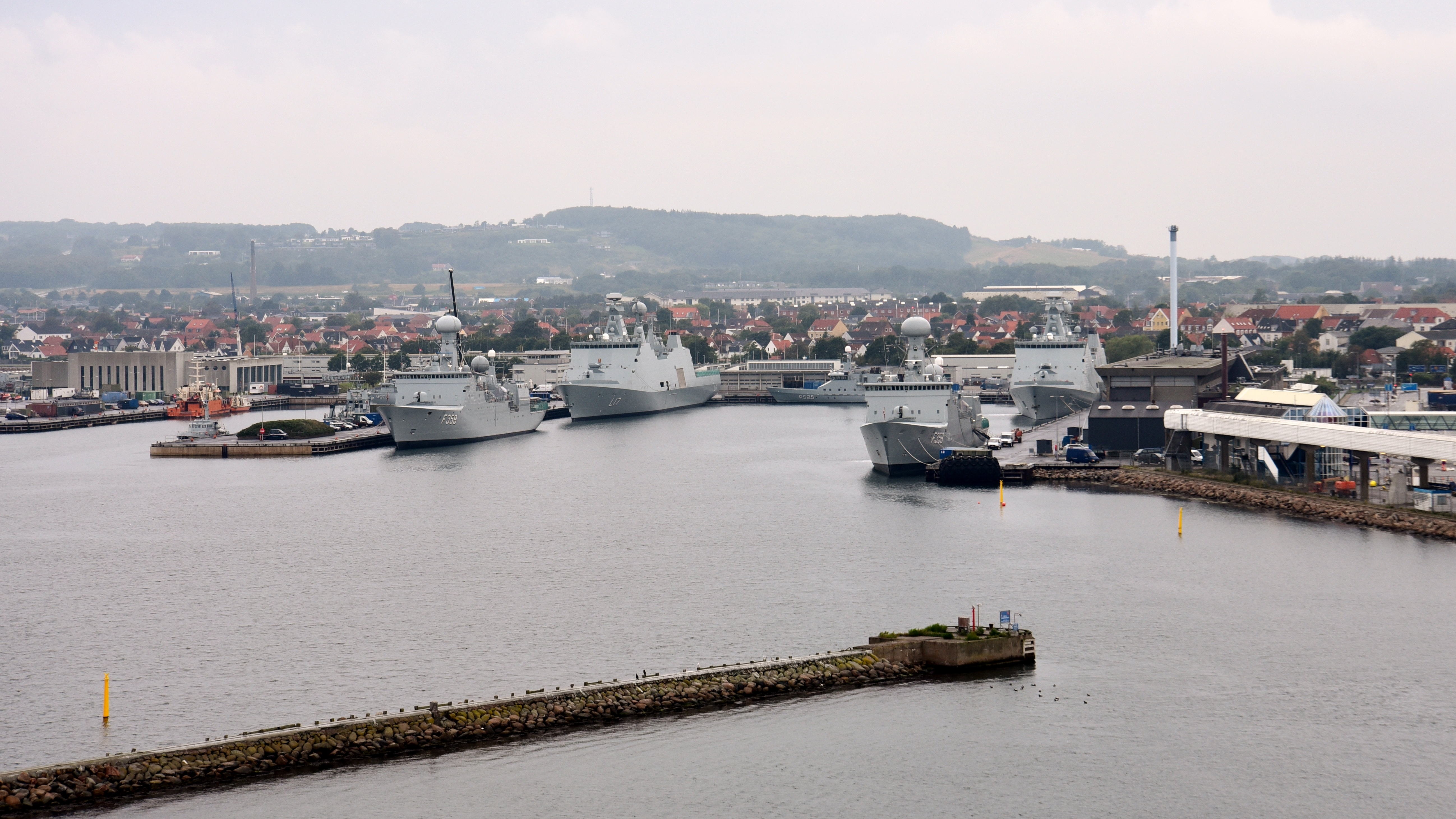
Vy från Stena Linefärja över örlogsbasen.

Flådestation Frederikshavn är en örlogsbas för den danska flottan (danska: Søværnet) i Frederikshavn på norra Jylland i Danmark. Basen har cirka 1 300 anställda och är en av de största arbetsgivarna i Frederikshavn.

## Bakgrund
Basen togs i drift i oktober 1962 och innebar att en stor del av örlogsfartygen baserade på Holmen inne i Köpenhamn flyttade till ett mer strategiskt läge med närhet till både Kattegatt och Skagerack där danska sjöstyrkor kan enklare samoperera med sjöstyrkor från andra Nato-allierade. Den andra huvudbasen, som också byggdes på 1960-talet är Flådestation Korsør på västra Själland.

## Verksamhet
På basen finns högkvarteren för marinförbanden 1. Eskadre och 3. Eskadre, Søværnets Center for Taktik samt Forsvarets Vedligeholdelsestjeneste. I 3. Eskadre ingår Kystredningstjenesten.
Bland örlogsfartygen med hemmahamn i Frederikshavn finns de två fregatterna av Absalon-klass, de fyra patrullfartygen av Thetis-klass som används för sjöbevakningen kring Färöarna och Grönland, skolfartyget Danmark samt vid vintertid, kungaskeppet Dannebrog.